# Xanxerê
Xanxerê es un municipio brasileño del estado de Santa Catarina. Tiene una población estimada al 2022 de 51 607 habitantes. Pertenece a la Región metropolitana de Chapecó.
Fundada por descendientes italianos y alemanes a principios del Siglo XX, ostenta el título de la "Capital del Estado del Maíz" por su fuerte potencial en la agroindustria.

## Toponimia
De origen cáingang, Xanxerê significa "Serpiente de Cascabel"

## Historia
A principios del Siglo XIX, cuando aún los guaraníes y cáingang habitaban la localidad, algunos agricultores se instalaron iniciando el ciclo maderero y ganadero común de la región. Años más tarde, llegaron las primeras familias descendientes de italianos y alemanes provenientes de Río Grande del Sur.
La localidad fue parte de la disputa territorial entre Brasil y Argentina, y luego interna entre Paraná y Santa Catarina, hasta que en agosto de 1917 se estableció como parte del municipio de Chapecó. Xanxerê fue la sede del municipio en 1929 hasta 1930 tras la revolución.
Xanxerê se emancipó el 27 de febrero de 1954.